# Liste der Kulturdenkmäler in Thomm
In der Liste der Kulturdenkmäler in Thomm sind alle Kulturdenkmäler der rheinland-pfälzischen Ortsgemeinde Thomm aufgeführt. Grundlage ist die Denkmalliste des Landes Rheinland-Pfalz (Stand: 8. Februar 2023).

## Einzeldenkmäler
| Bezeichnung            | Lage                                                                   | Baujahr                   | Beschreibung | Bild            |
| ---------------------- | ---------------------------------------------------------------------- | ------------------------- | --- | --------------- |
| Marienkapelle          | Kapellenstraße, bei Nr. 24 Lage                                        | Ende des 19. Jahrhunderts | Wegekapelle, Schieferbruchsteinbau, Ende des 19. Jahrhunderts | Fotos hochladen |
| Kirchturm              | Kirchstraße ohne Nummer Lage                                           | 1870                      | von der 1974 abgerissenen alten katholischen Pfarrkirche St. Pauli Bekehrung erhalten der 1870 errichtete Westturm als Gefallenengedächtnishalle; zugehörig Platz der alten Kirche und ehemaliger Kirchhof mit Kreuzigungsgruppe (heute Kriegerdenkmal) | Fotos hochladen |
| Kirchenausstattung     | Trierer Straße, in Nr. 3 Lage                                          |                           | im Neubau der katholischen Pfarrkirche St. Pauli Bekehrung: barocke Muttergottes; Kreuzweg um 1900 | Fotos hochladen |
| Brunnen (Thommer Born) | südöstlich des Ortes im zum Thommerbach abfallenden Wiesengelände Lage | 19. Jahrhundert           | gefasste Quelle mit Sandsteintrögen, 19. Jahrhundert | Fotos hochladen |
| Hinkelstein            | westlich des Ortes an der L 151 Lage                                   | spätes Neolithikum        | Menhir, Quarzstein, ab spätem Neolithikum | Fotos hochladen |